# Arkia
Pour les articles homonymes, voir AIZ.
ארקיע

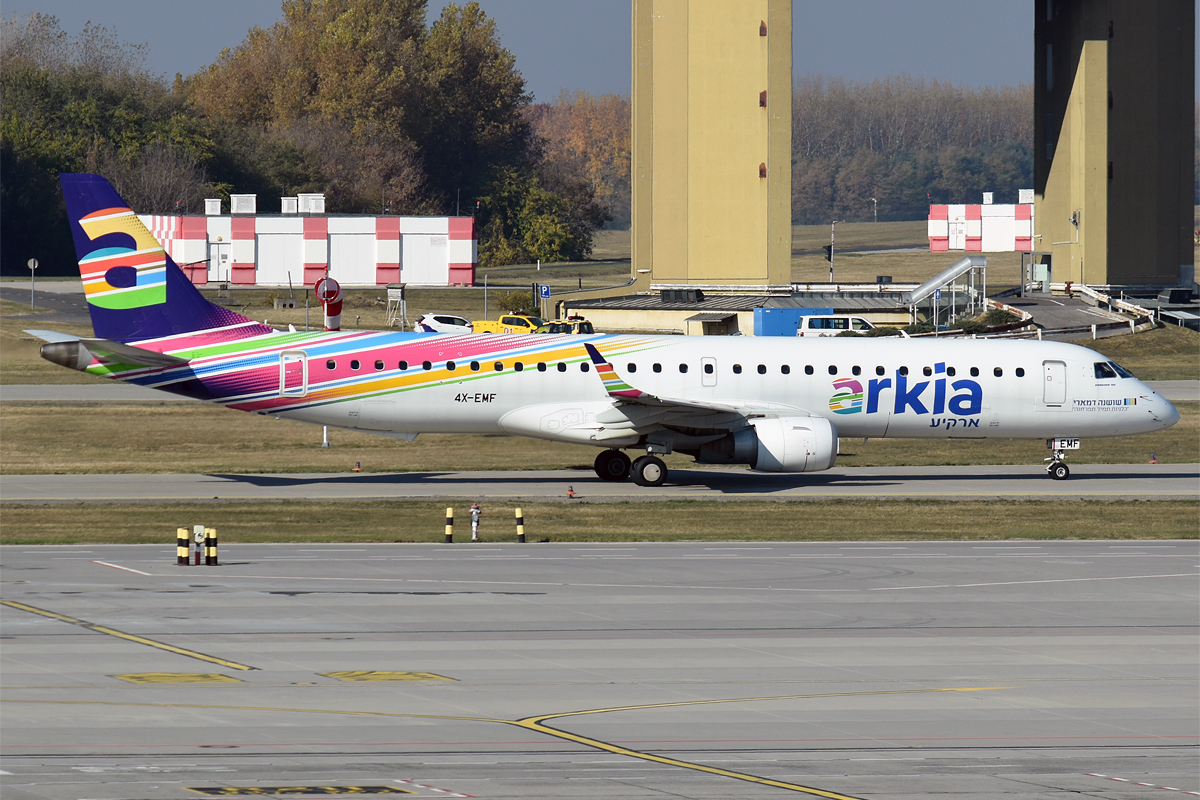
Un Embraer E195 d'Arkia

Arkia (code AITA : IZ ; code OACI : AIZ) est une compagnie aérienne régulière (en hébreu : ארקיע) pour ses vols en Israël et charter pour ses vols dans le monde, Arkia s'est largement diffusée en Europe grâce à ses prix attractifs.
Aujourd'hui, Arkia est la 2e compagnie israélienne après El Al. Arkia détient 40 % des parts de El Al. La plate-forme de correspondance d'Arkia : aéroport de Sde Dov et aéroport Ben Gourion, terminal 2 et 3.
Arkia possédait aussi des parts de la compagnie charter française Axis Airways, liquidée en 2009.

## Histoire

### La création et les premières années (Années 1950)
Arkia a été fondée en 1949 sous le nom de Israel Inland Airlines. La compagnie a été créée pour répondre à la demande d'une compagnie aérienne locale pouvant relier Tel Aviv avec les différentes régions du nouvel État d'Israël, en particulier avec Eilat, le port maritime important d'Israël situé sur le golfe d'Aqaba. El Al détenait une participation de 50 % dans la compagnie aérienne à ce moment avec la Histadrut, la fédération du travail d'Israël, étant l'autre actionnaire. La compagnie aérienne a ensuite adopté le nom Eilata Airlines - Aviron et Arkia Israel Airlines.
Les vols ont commencé en 1950 avec deux Curtis Commando de 36 places hérités de l'armée de l'air. La compagnie offre deux vols hebdomadaires pour Eilat. Au cours de sa première année d'opérations, Israel Inland Airlines  La compagnie compte 11 employés administratifs et au sol et ses revenus s'élèvent alors à 80 000 lires pour 13 000 passagers transportés. L'équipage est encore employé par El Al.
En 1953, la compagnie met en service des avions 6 places, les avions De Havilland DH.89 (dits Dragons) qui sont plus rapides, également hérités de l'armée de l'air. Deux vols quotidiens sont programmés sur les Dragons et 3 vols par semaine sur les Commando. La compagnie transporte 20 000 passagers et engage son premier pilote Asher Garçon.
Après s'être séparé des Dragons Rapide, elle acquiert des Douglas DC-3 auprès de l'armée de l'air, qui servaient lors de l'opération Kadesh.En 1956, le nombre des vols quotidiens passe à deux sur la liaison Tel Aviv-Eilat et Arkia transporte 23 300 passagers. Le premier steward, Barouch Driker (Berele) entre en fonction.
| - Eleanor Roosevelt arrivant à Eilat sur un vol Arkia en 1959 - Un avion d'Arkia en 1963 |

### Développement dans les années 1960
Cela a permis à Arkia de transporter plus de 70 000 passagers annuellement en 1957 grâce à ses 53 employés. Des séjours vacances sont mis en vente. En 1958, la flotte est composée de 4 DC-3 et deux Beechcraft de 10 places. De nouvelles destinations sont desservies.
Au début des années 1960, la compagnie compte plus de 100 000 passagers transportés.
Alors qu'Eilat continuait de croître dans les années 1960, la compagnie aérienne a fait de même, introduisant le turbopropulseur Handley Page Dart Herald 200 dans sa flotte entre 1967-1968, lui permettant de se développer avec de nouvelles routes vers Jérusalem et Charm-el-Cheikh . Les vols court-courrier sont transférés par El Al à Arkia après l'acquisition de jets par El Al.
En 1969 sont acquis des Vickers Viscount de 80 places.

### Années 1970: développement et lancement de vols à l'international

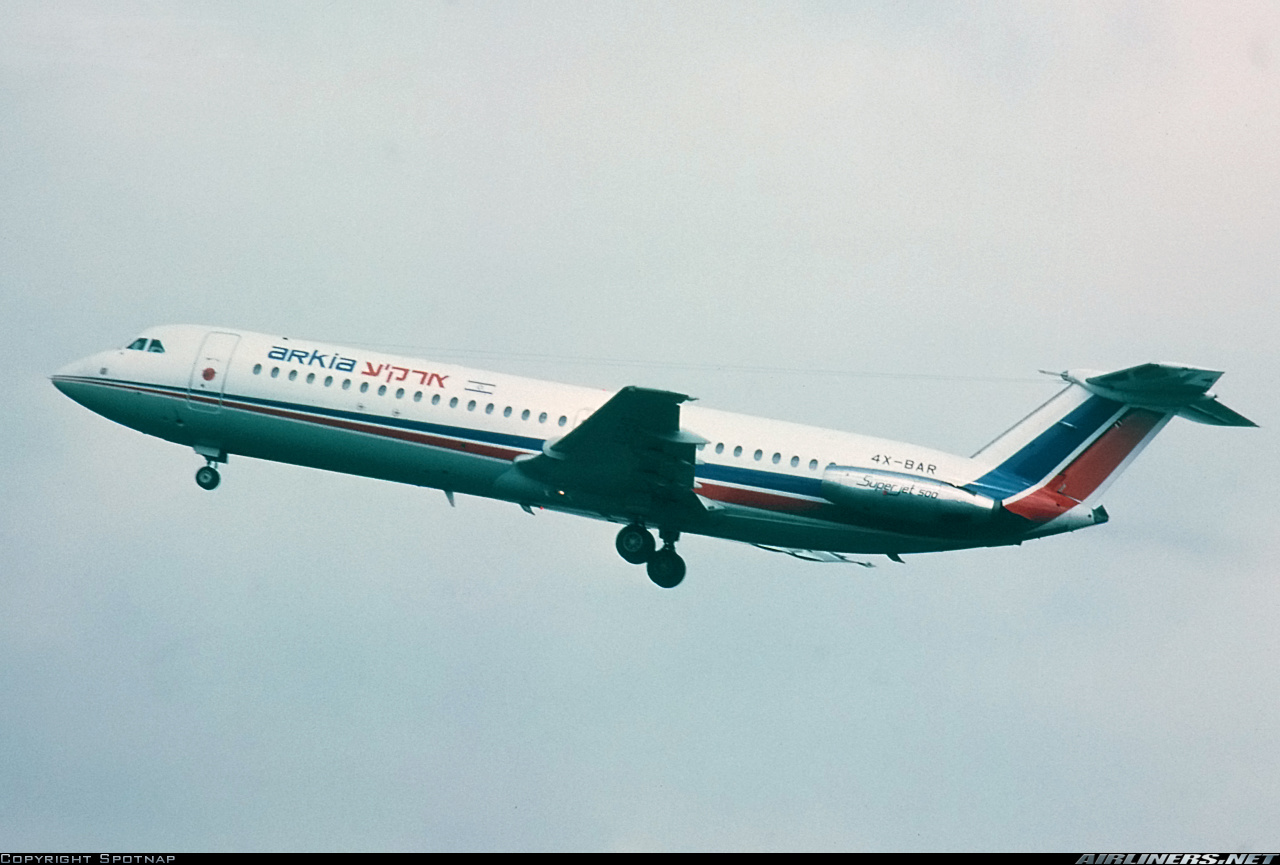
Le BAC 1-11 utilisé sur les routes internationales

Au début des années 1970, la compagnie a transporté 580 000 passagers pour 6800 vols.
Une filiale, Kanaf Arkia Airline and Aviation Services, a été fondée lorsque la compagnie aérienne a acquis 50 % du stock de Kanaf Airlines and Aviation Services, et, à la fin des années 1960, des vols réguliers étaient lancés à travers Israël, de Rosh Pinna dans le au nord, à Ofira au sud.
À la suite de la guerre du Kippour et des pertes, la compagnie décide de lancer des vols vers l'étranger et acquiert pour cela des BAC 11-1 de 114 places pour remplacer les Herald. Les pertes cumulées et les engagements pris pour acheter ces avions poussent la société à vendre Arkia à des investisseurs privés en février 1980.

### Années 1980 et 1990
La compagnie aérienne a connu une croissance rapide au cours des années 1980, se déplaçant à la fois sur le marché international de l'affrètement et de la maintenance des compagnies aériennes. 600 employés travaillent pour la société. En 1982, le premier exemplaire de Boeing 737-200 intègre la flotte. En 1989, plus de 500 000 passagers sont transportés sur les liaisons régulières et charters.
Dans les années 1990, Arkia est la plus grande compagnie touristique et aérienne d'Israël.
| - Un Boeing 737-200 d'Arkia à l'aéroport d'Orly en 1982 - Un Boeing 757-300 d'Arkia |

La compagnie aérienne appartient désormais à Kanaf-Arkia Airlines (70 %) et aux employés de la compagnie aérienne (30 %).
En 1993, le Boeing 757 rejoint la flotte, Arkia opèrera les versions -200 et -300. En 1998, le premier des ATR fait son apparition pour les liaisons court-courrier.

### À partir des années 2000
En 2006, les frères Nakash de Jordache Enterprises ont acheté la part de 70 % de Knafaim.
En février 2007, le ministère israélien du Tourisme octroie à Arkia une licence d'opérateur régulier pour les vols vers Dublin et Larnaca, une destination abandonnée par EL AL. En juillet 2007, la compagnie aérienne prévoit de déposer une demande de statut de transporteur régulier sur les liaisons à destination de New York et Bangkok, desservies sous statut d'affrètement. En outre, en début d'année 2008, après l'ouverture du marché des compagnies aériennes par le ministère israélien du Tourisme, la compagnie aérienne a demandé le statut de transporteur régulier pour les liaisons vers Barcelone, Berlin, Moscou et Paris. La licence pour Paris a été accordée en février 2008. À ce moment-là, la compagnie aérienne a également annoncé qu'elle ajouterait deux Boeing 737 à sa flotte d'ici deux ans, ainsi que quatre Boeing 787 Dreamliner qu'elle avait en commande et qui devaient être livrés en 2012. La commande des 787 a été transférée à une filiale de location appartenant à MG Aviation et louée à Norwegian Air Shuttle. La commande a été remplacée par une commande de 4 A330neo.
En mai 2017, Arkia a dévoilé une nouvelle livrée, qui met en avant un "a" sur l'empennage, et des rayures multicolores sur la partie arrière et les winglets de chaque avion. La couleur des rayures et du logo varie d'un avion à l'autre.
En novembre 2018, Arkia est devenu le client de lancement de l'Airbus A321LR.

En février 2022, El Al annonce qu'elle a signé un protocole d'accord non contraignant pour acheter toutes les actions d'Arkia, en échange d'un attribution de 10 % de ses fonds propres,.

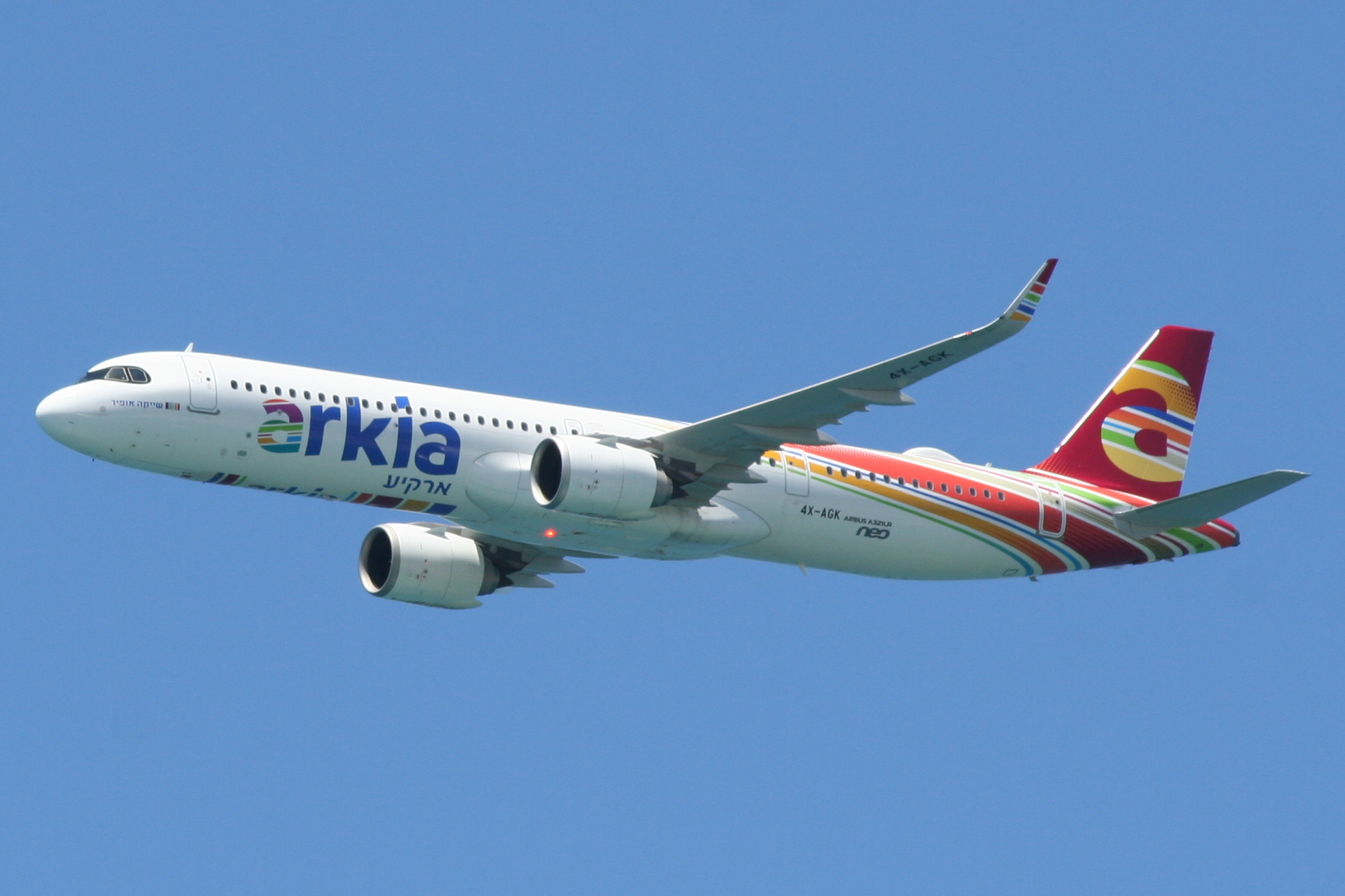
A321neo et livrée depuis 2017

## Identité, logo et livrée
Dans les années 1970, une livrée bleu marine et rouge est adoptée. Cette livrée va évoluer dans les années 1980 avec le nom "Arkia" sur la queue de l'avion. Les couleurs restent les mêmes.
A la fin des années 1990, la livrée change et de nouvelles couleurs sont établies. Les avions sont à dominante blanche avec des touches de bleu plus clair et orange.
En mai 2017, Arkia a dévoilé une nouvelle livrée, avant la livraison d'un nouvel avion, qui consiste en un `` a  minuscule sur l'aileron vertical, qui présente également l'effet de rayures et les rayures multicolores sur la partie arrière et les winglets de chaque avion. La couleur des rayures et du logo varie d'un avion à l'autre.

Évolution de la livrée d'Arkia
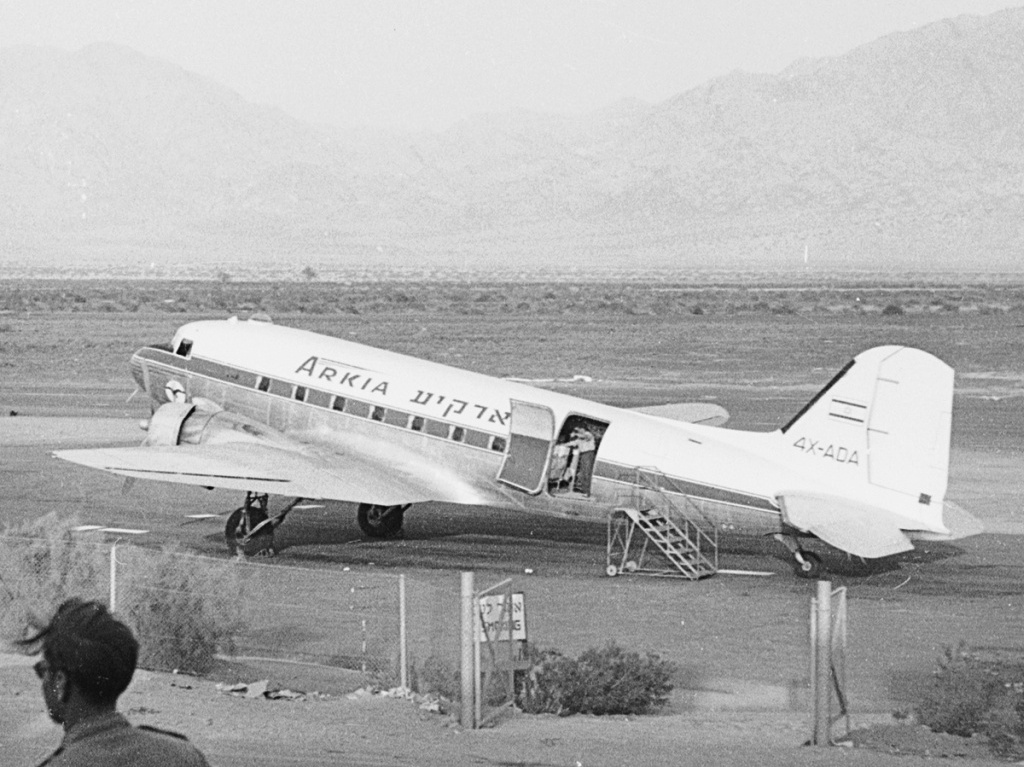
Livrée avant les années 1970
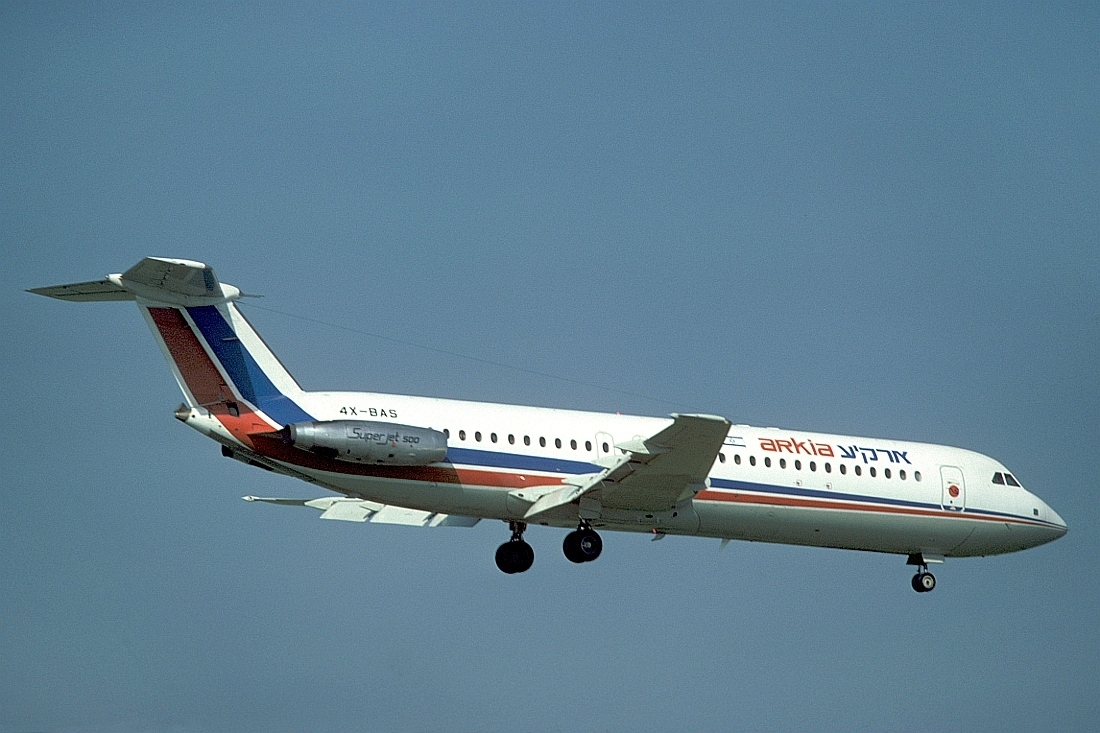
Livrée dans les années 1970
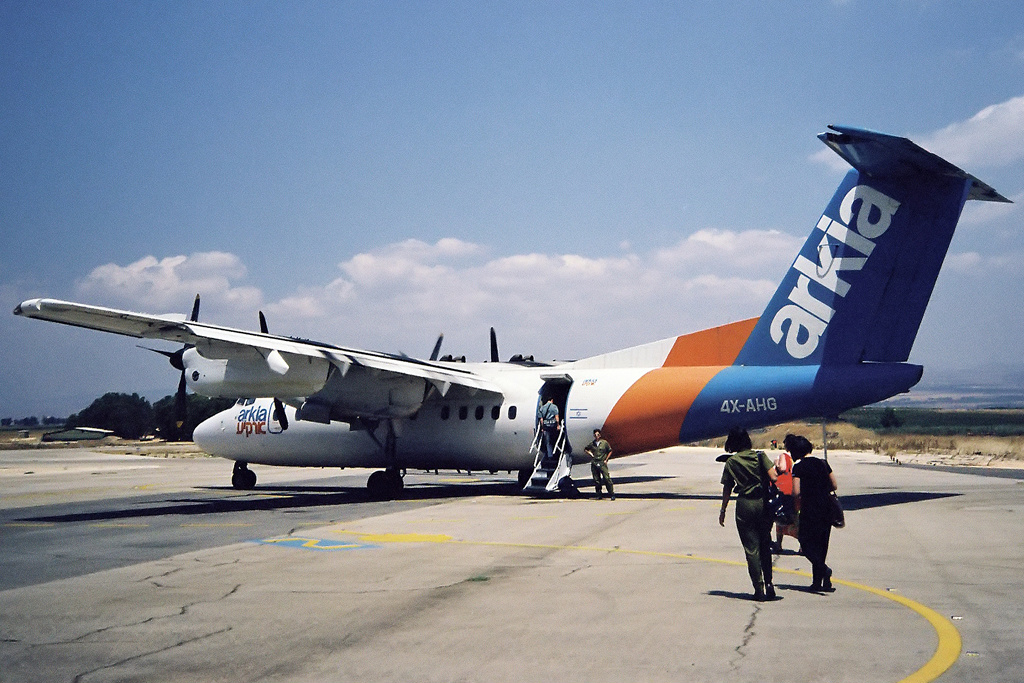
Livrée dans les années 1980
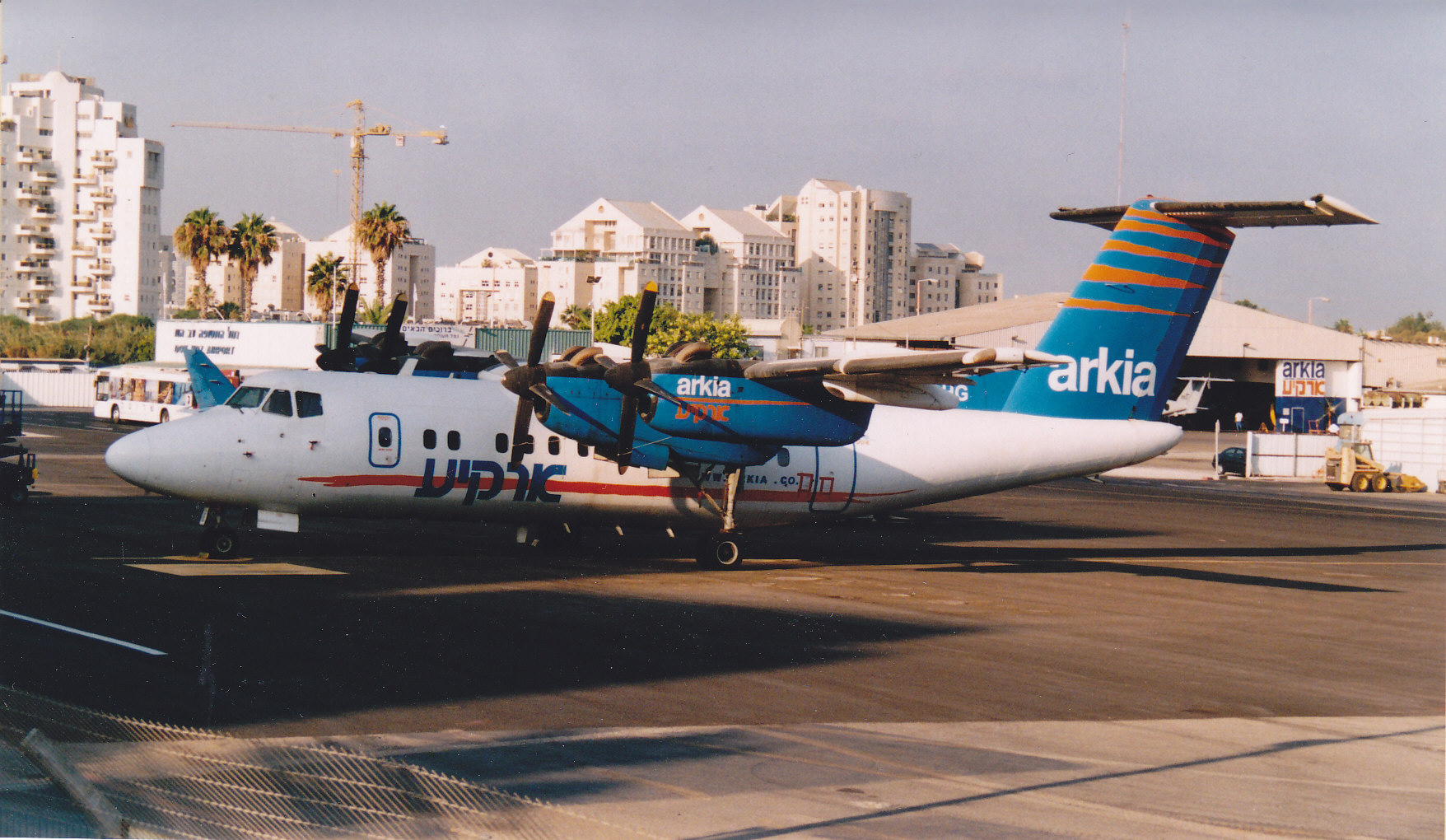
Livrée jusqu'en 2017
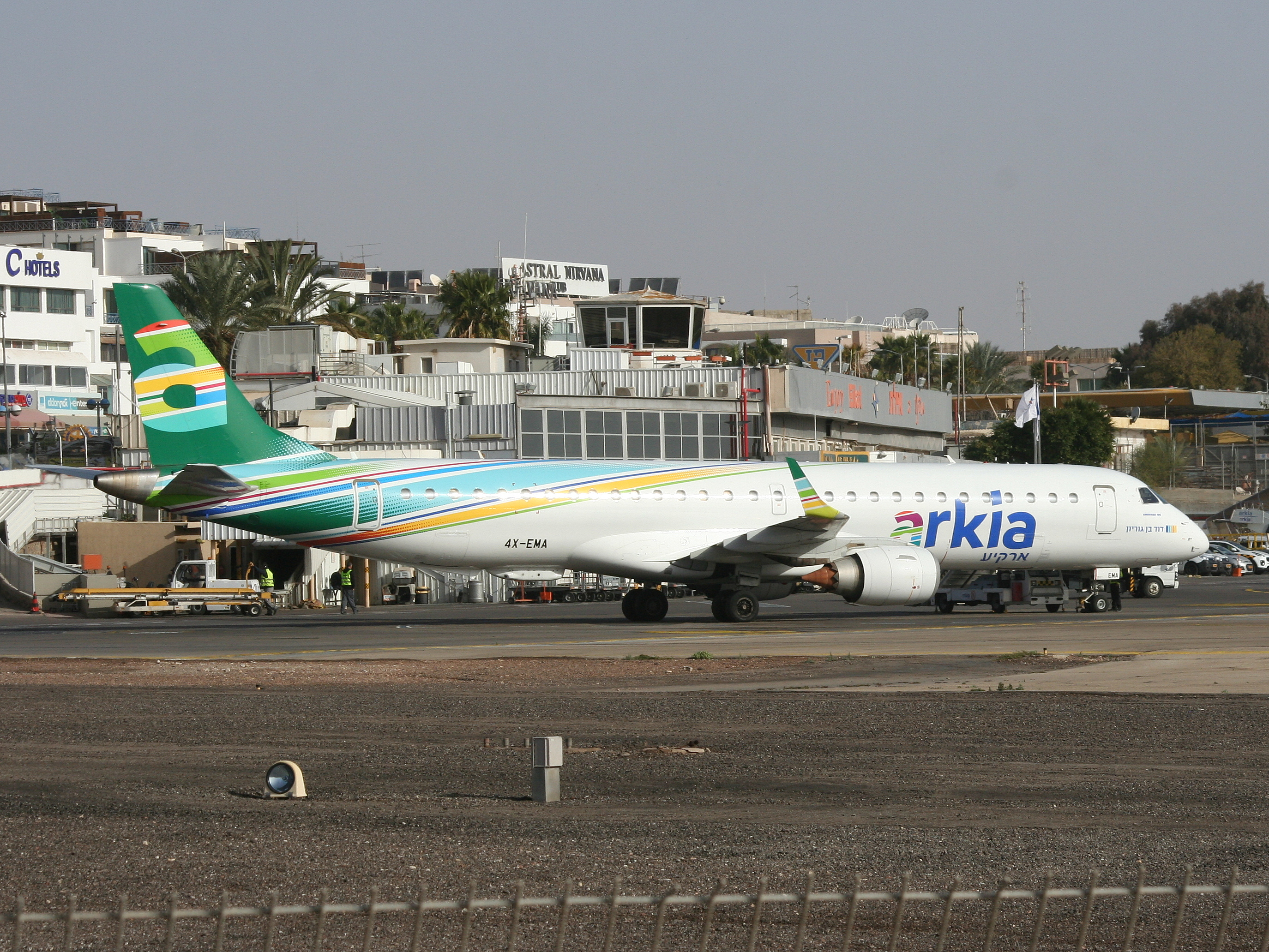
Livrée depuis 2017 (couleur différente d'un avion à l'autre)

## La flotte

### Flotte actuelle
La flotte d'Arkia compte en octobre 2020 les appareils suivants :

### Ancienne flotte

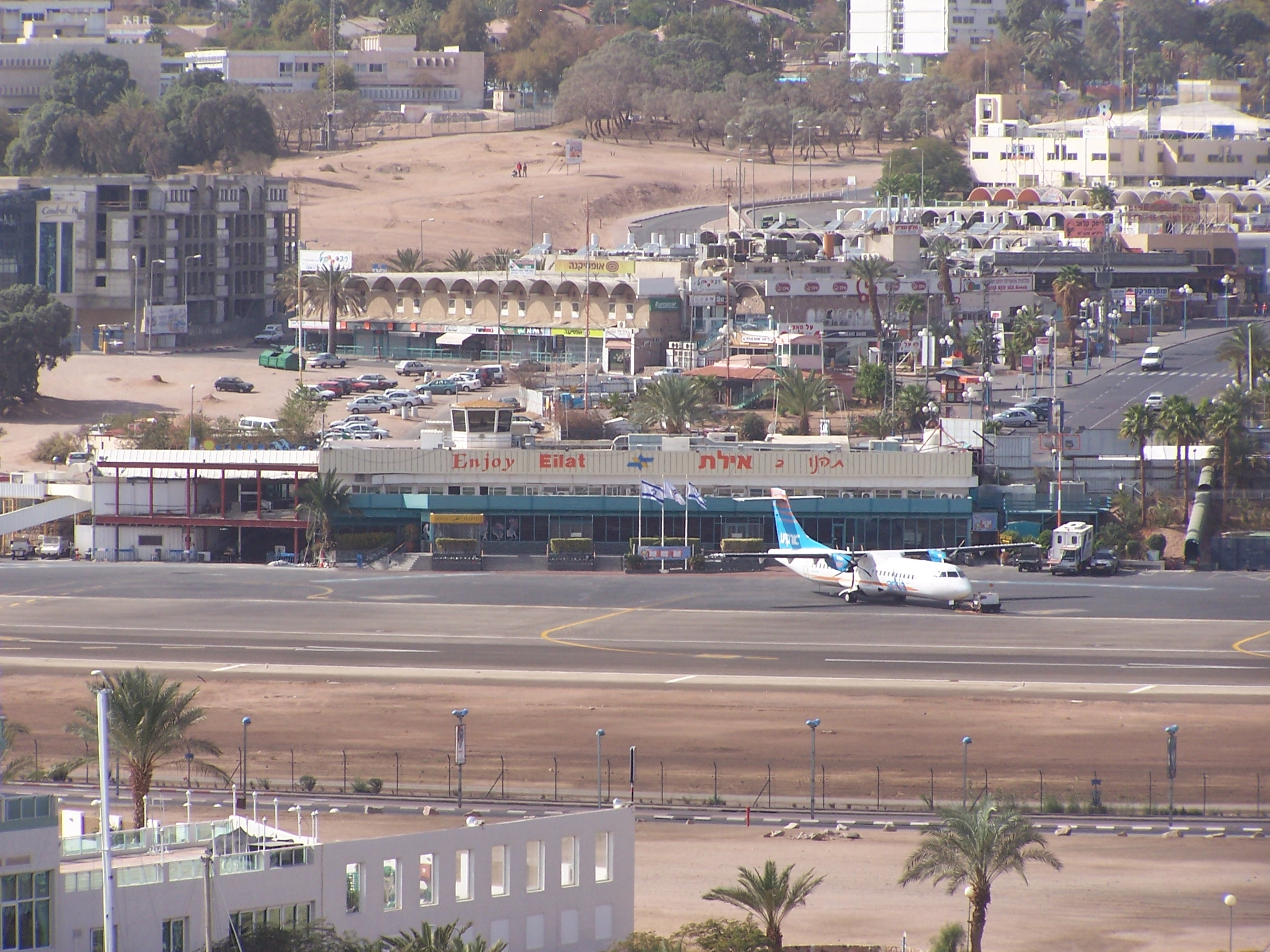
ATR à l'aéroport d'Eilat

La compagnie exploitait auparavant des de Havilland Canada Dash 7 achetés par une compagnie américaine.
Elle a également exploité les avions suivants :
- Boeing 737
- Boeing 757
- Boeing 767
- ATR 72
- Airbus A320
- BAC 1-11
- Douglas DC-3
- De Havilland Canada DHC-6
- De Havilland Canada DHC-7
- Fairchild Metroliner
- Beechcraft Model 18
- Britten-Norman Islander
- Handley Page Herald
- Piper PA-31
- Vickers Viscount

## Maintenance
Arkia possède un centre de maintenance à l'aéroport Ben Gourion pour avions légers et moyen-courrier. Le centre est certifié par les autorités de l'aviation israéliennes et l'armée de l'air d'Israël.

## Attentat
Le 27 novembre 2002, au Kenya, attentat-suicide à la voiture piégée contre un hôtel de Mombasa : 13 morts dont 3 Israéliens. Le même jour, tirs de 2 missiles contre un Boeing charter de la compagnie israélienne Arkia, peu après son décollage de l'aéroport de Mombasa pour Tel-Aviv. Le tir rate sa cible, l'appareil poursuit sa route.

## Galerie

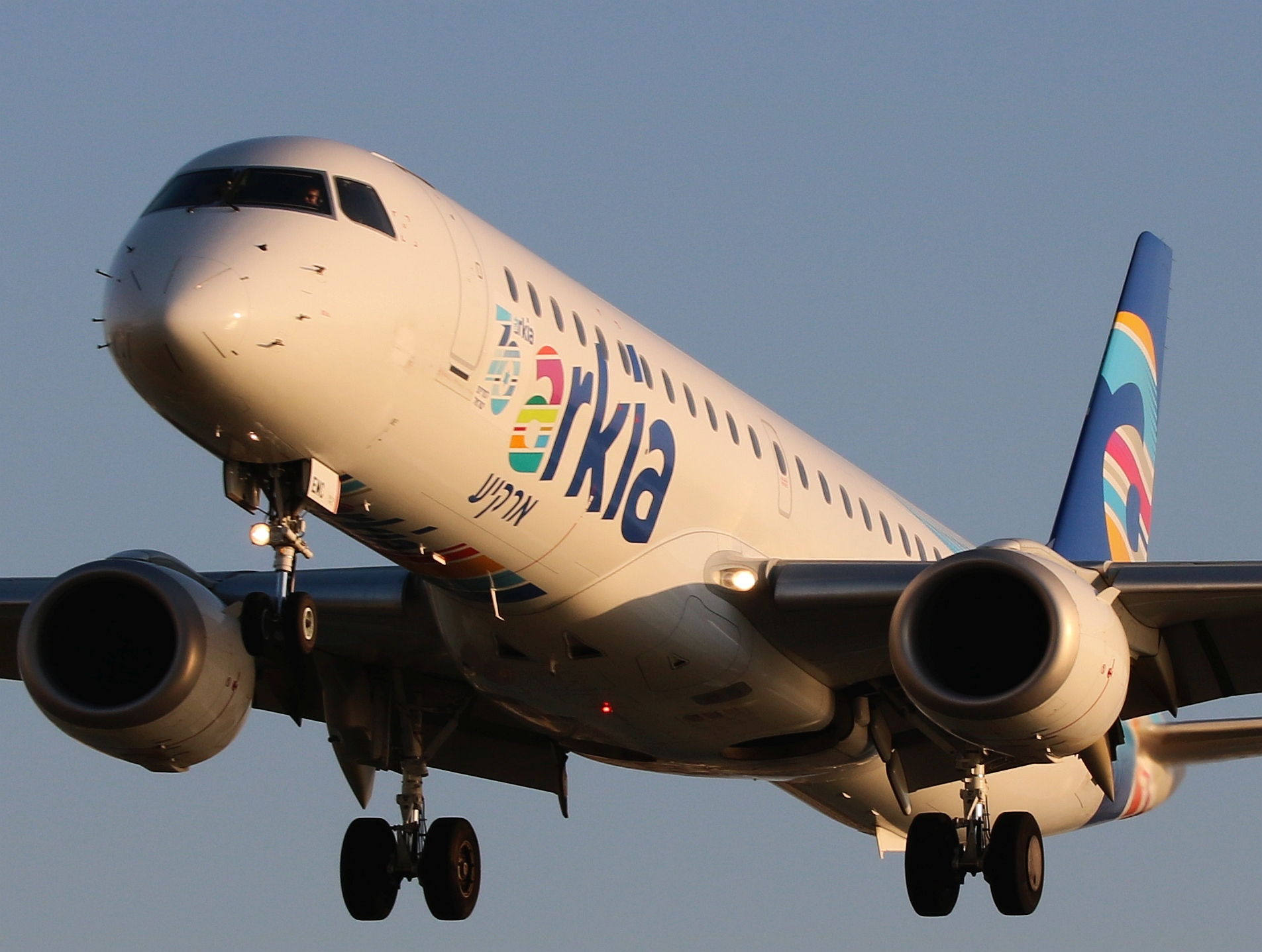
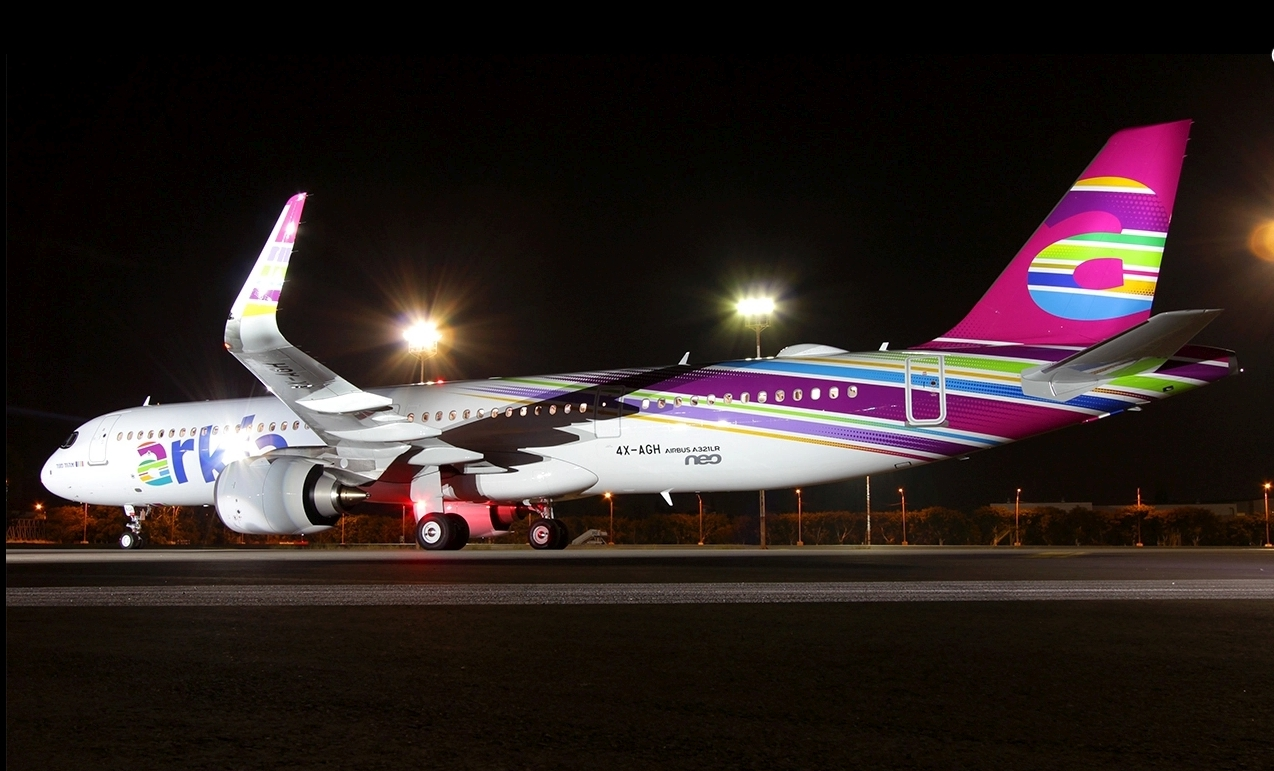
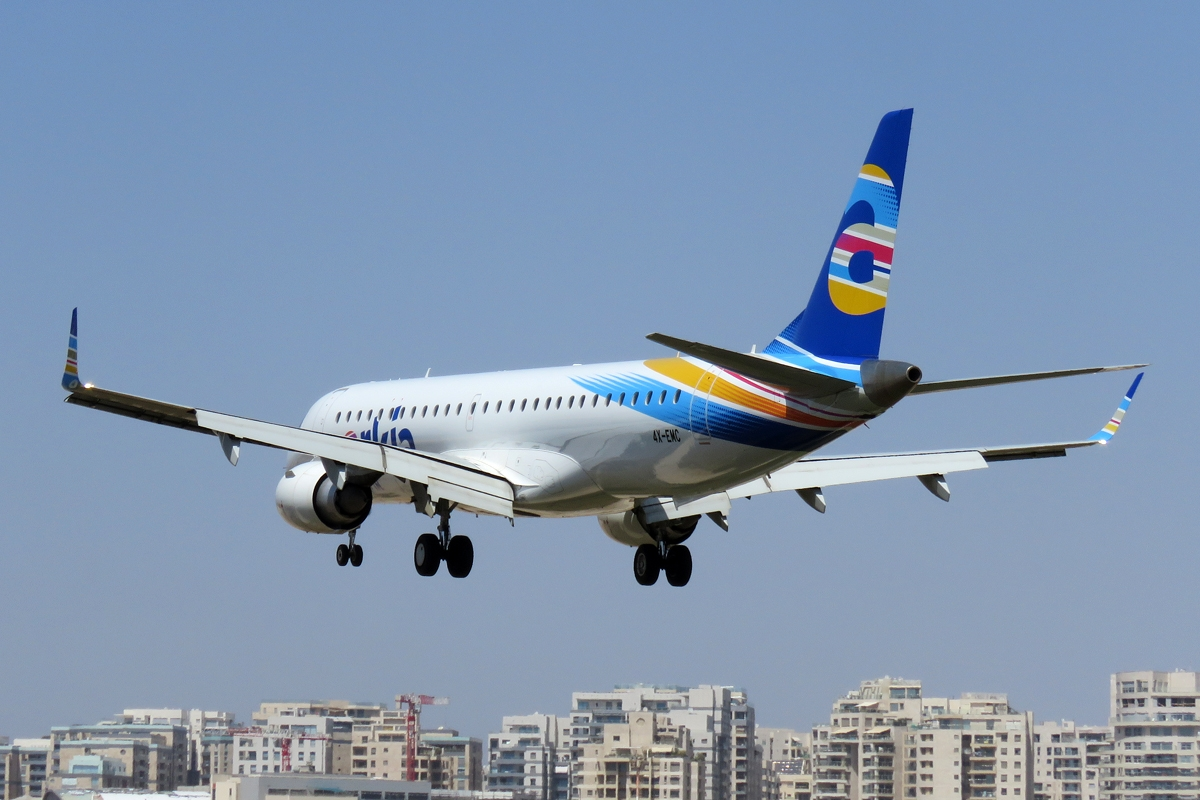
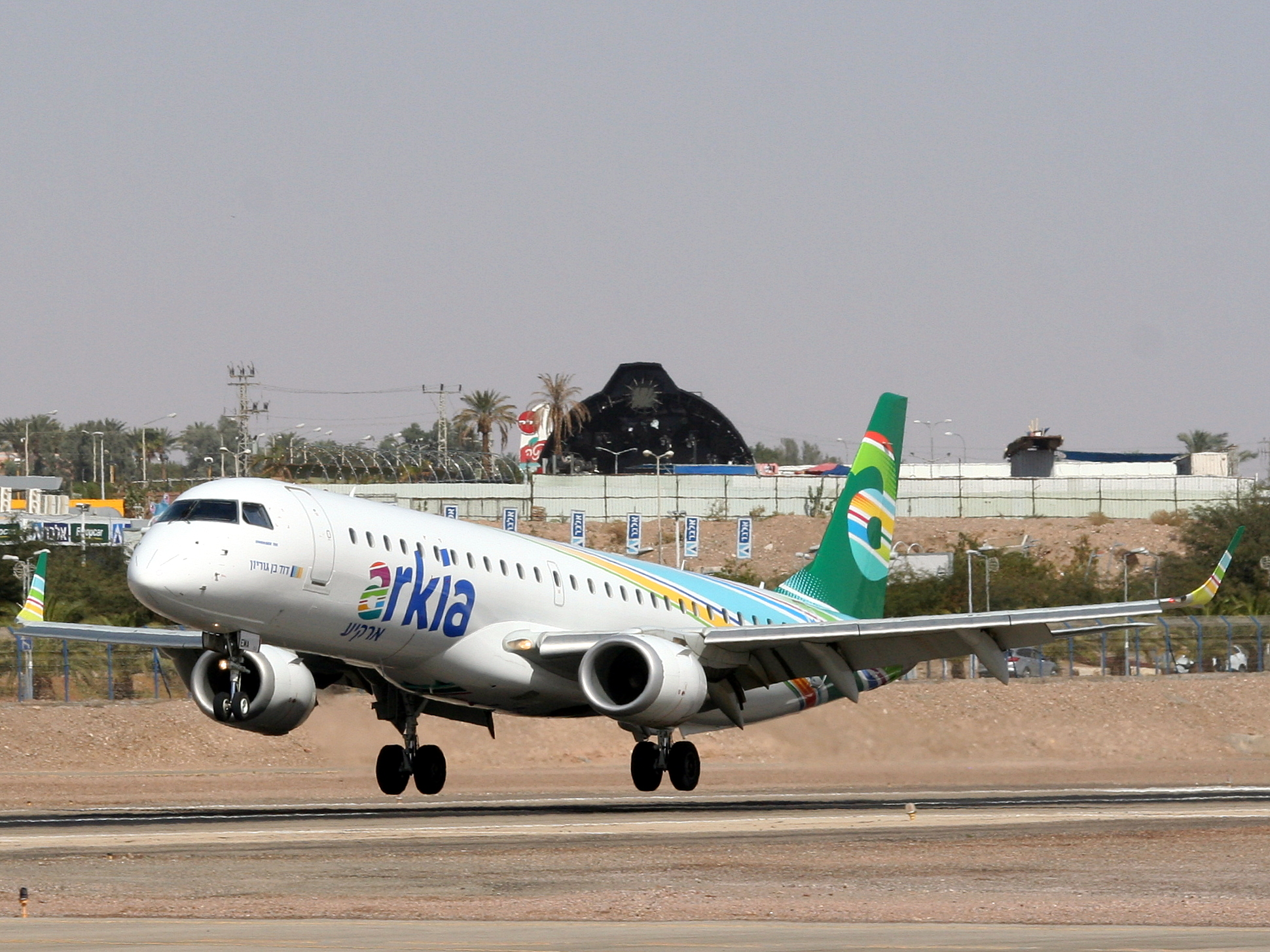
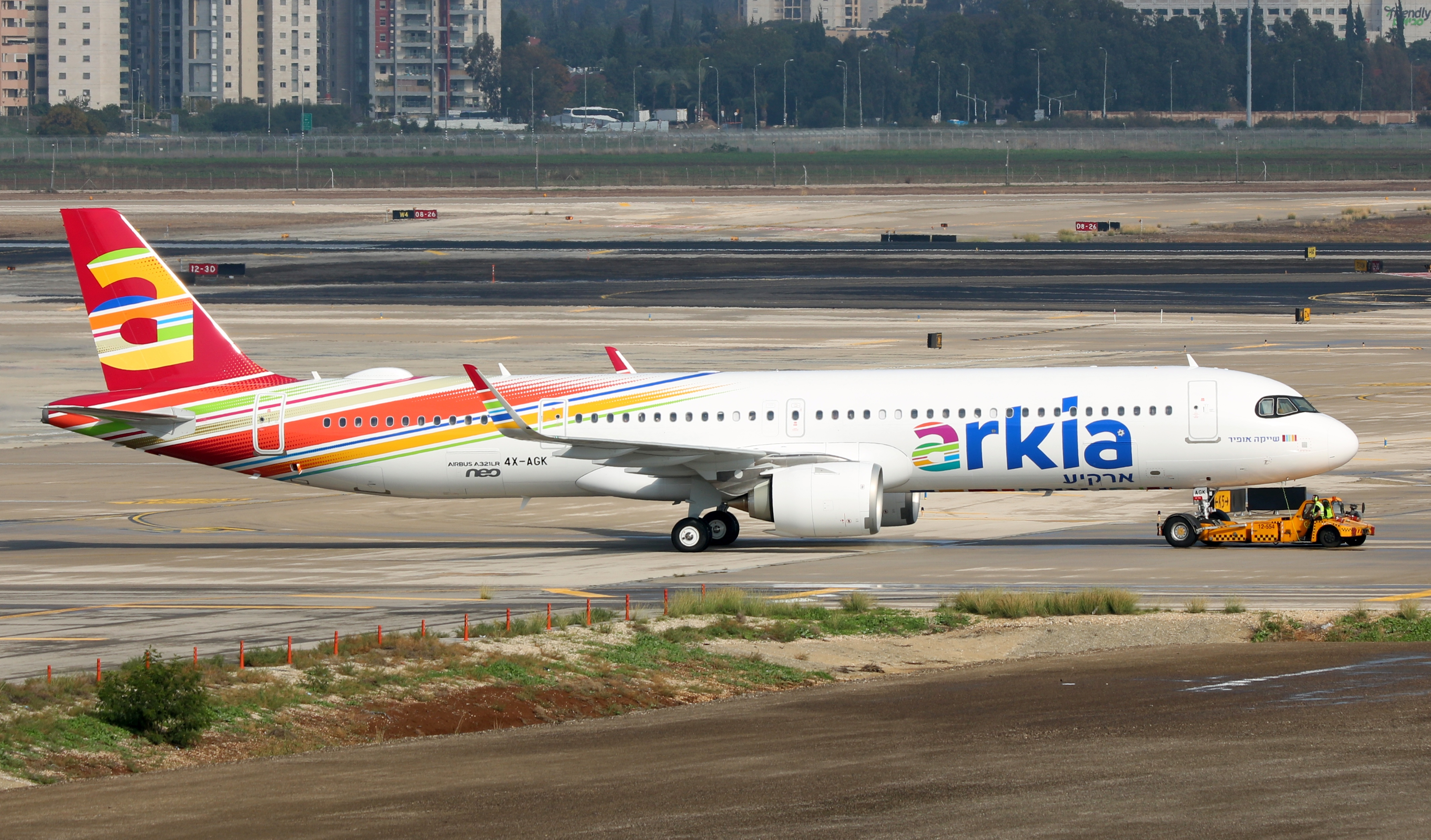